# Raattaniemi-Vekaraniemi
Raattaniemi-Vekaraniemi este o arie protejată (arie specială de conservare — SAC, sit de importanță comunitară — SCI) din Finlanda întinsă pe o suprafață de 89 ha, integral pe uscat.

## Localizare
Centrul sitului Raattaniemi-Vekaraniemi este situat la coordonatele 62°00′23″N 23°22′34″E / 62.0064°N 23.3761°E.

## Înființare
Situl Raattaniemi-Vekaraniemi a fost declarat sit de importanță comunitară în august 1998 pentru a proteja 1 specie de animale. Situl a fost protejat și ca arie specială de conservare în aprilie 2015.

## Biodiversitate
Situată în ecoregiunea boreală, aria protejată conține 3 habitate naturale: Taiga vestică, Mlaștini împădurite, Roci stâncoase cu vegetație pionieră de Sedo-Scleranthion sau Sedo albi-Veronicion dillenii.
La baza desemnării sitului se află o specie protejată de  mamifere: veveriță zburătoare siberiană (Pteromys volans).
Pe lângă speciile protejate, pe teritoriul sitului au mai fost identificate 3 specii de pești.